# Delmotte (månekrater)
Delmotte er et nedslagskrater på Månen. Det befinder sig på den nordøstlige del af Månens forside nord for Mare Crisium, hvor det ses i perspektivisk forkortning fra Jorden, men ikke så meget, at dets indre detaljer ikke kan ses. Det er opkaldt efter den franske astronom Gabriel Delmotte (1876 – 1950).
Navnet blev officielt tildelt af den Internationale Astronomiske Union (IAU) i 1935.

## Omgivelser
Delmottekrateret ligger lige øst for det meget større Cleomedeskrater.

## Karakteristika
Kraterranden er stort set cirkulær med en kant, der er skarp og ganske lidt kantet samt en tynd indre væg. Randens nordvestlige side har en lineær kløft, som løber mod nordøst. Kraterbunden er forholdsvis jævn, og der er nogle steder med lysere albedo, hvoraf de mest tydelige ligger nær den nordlige indre kratervæg.

## Måneatlas
- Billeder af Delmottekrateret i LPI-måneatlasset